# Dunedain
I Dúnedain (che in sindarin significa uomini dell'ovest) o Númenoreani sono una popolazione di Arda, l'universo immaginario creato dallo scrittore inglese J. R. R. Tolkien. Di razza umana, essi abitavano l'isola di Númenor e poi i regni di Gondor e Arnor. Sono dotati di lunga vita, pari al triplo della normale vita umana, e gli stessi Valar hanno concesso loro molti doni come premio per le sofferenze che hanno subito nelle guerre contro l'oscuro signore Morgoth. Essi sono il popolo di Elros, figlio di Eärendil, imparentato con gli elfi e anche con i Maiar. 

## Caratteristiche
Erano molto intelligenti e sapienti; fisicamente erano più alti (mediamente tra 190 cm e 210 cm, in origine) e più forti degli altri uomini e anche degli elfi, eccetto la stirpe dei Vanyar. Erano molto ben curati esteticamente e avevano spesso capelli neri con occhi grigi: la loro stazza imponente, agli occhi degli uomini selvaggi o incivili della Terra di mezzo, li faceva sembrare delle divinità. Avevano una vita circa cinque volte più lunga (più o meno 350 anni, tranne la famiglia di Elros, che viveva di più, anche per 4 secoli), ma la durata di vita cominciò a diminuire, con le altre caratteristiche, dopo che i Dúnedain cominciarono a dividersi e a odiare gli eldar.
Nella Terra di Mezzo, mescolandosi con altre stirpi, e a causa della Terra di mezzo stessa, contaminata dal male, le loro qualità si ridussero ancora. Nella Terza Era vivevano circa 100 anni, a parte la linea di Isildur, cioè i re (Aragorn visse 211 anni). Potevano scegliere il momento della loro morte, una volta raggiunta la vecchiaia, e avevano capacità di preveggenza. La casa reale, inoltre, possedeva spiccate capacità taumaturghe (a Gondor si diceva: "le mani del re sono mani di guaritore"); ciò era dovuto, oltre alla scienza numenoreana, anche alla parentela con gli elfi e con Elrond, maestro in molti campi di saggezza e soprattutto nella scienza biomedica.

## L'ascesa e la caduta
Come ricompensa per le loro sofferenze in quella lunga lotta i Valar permisero agli eldar esiliati di ritornare a Valinor (anche se molti preferirono rimanere nella Terra di mezzo). Per gli edain, i Valar fecero sorgere dal mare l'isola di Númenor, a metà strada tra Valinor e la Terra di mezzo. Gli edain vi giunsero navigando in direzione della stella di Eärendil.
In The War of the Jewels, Tolkien sostiene che ben pochi edain erano sopravvissuti alle guerre contro Morgoth, e coloro che fecero vela per Númenor furono molto probabilmente meno di 10.000 persone; la migrazione pare essere durata oltre 40 anni e avvenuta grazie all'aiuto delle navi degli eldar, con la benedizione di Manwë e l'aiuto di Ulmo.
Nonostante l'esiguo numero di edain sopravvissuti alle Guerre dei Gioielli, nei secoli e millenni successivi grazie alla lunghissima pace e alle loro arti si moltiplicarono e prosperarono, fino a divenire un popolo numerosissimo e vigoroso, in crescita costante, tanto che molti di essi (a partire dal regno di Tar-Elendil) si stabilirono nella Terra di Mezzo (e probabilmente anche nei misteriosi continenti a Sud di essa), fondando prospere colonie e governatorati.
Il primo Re di Númenor fu Elros (conosciuto anche col nome alto elfico di Tar-Minyatur), figlio di Eärendil ed Elwing, che erano entrambi mezzelfi. Al termine della Prima Era ai mezzelfi fu concesso di scegliere a quale delle due razze desideravano appartenere: Eärendil lasciò la scelta a sua moglie, che scelse di appartenere agli eldar, quindi egli scelse allo stesso modo; nella Terra di Mezzo, il loro figlio Elros scelse di essere un uomo e condusse gli Edain a Númenor; suo fratello Elrond invece scelse di essere un elfo e rimase nella Terra di mezzo, dove divenne il principale consigliere di Gil-galad, il re supremo degli elfi della Terra di mezzo.
Ai Dúnedain, come venivano chiamati i Númenoreani, i Valar concessero una durata della vita cinque volte superiore a quella degli uomini minori; al solo Elros fu concesso di vivere fino a 500 anni. I suoi discendenti ebbero una vita molto lunga, ma più corta della sua.
Nel corso di tremila anni di prosperità e splendore, i Dúnedain divennero grandi navigatori ed esplorarono tutto il mondo, tranne Aman. Il bando dei Valar era infatti il divieto di veleggiare verso l'Antico Occidente e Tol Eressëa, che pure potevano vedere da Númenor, in modo che essi non desiderassero l'immortalità, in quanto i Valar non potevano dargliela, visto che sarebbero andati contro la volontà di Eru Ilúvatar.
In seguito, però, vennero corrotti da Sauron stesso, che approfittò del Dono di Eru (cioè della morte) e della loro paura di esso, prostrandosi ad Ar-Pharazôn il Vanaglorioso, il quale lo portò a Númenor come prigioniero. Con l'andare del tempo, però, Sauron conquistò la fiducia del re e divenne suo gran consigliere; grazie alle sue arti oscure, creò dapprima dei culti che veneravano Morgoth e l'Oscurità, ed in seguito convinse il re ad attaccare ed invadere Valinor stessa, con la falsa promessa di Immortalità una volta toccate le Rive Beate. Così le flotte numenoreane partirono alla volta di Valinor, riuscendo a raggiungerla e ad invadere la piana di Tuna, facendo fuggire gli eldar e preoccupando i Valar, i quali chiesero consiglio a Eru su come agire. Ed Eru agì: per punizione, l'isola di Númenor venne travolta da un enorme maremoto creato da Eru stesso. L'ondata travolse l'isola di Ovesturia, sommergendola per sempre e causando la morte dei suoi numerosi milioni di abitanti. L'Oscuro Signore fu travolto anche lui dall'onda, ma il suo spirito riuscì a salvarsi rifugiandosi a Mordor; da allora i Dúnedain furono i suoi nemici più acerrimi.
Elendil, amico degli elfi e fedele ai Valar, partì dall'isola prima dell'onda portando con sé i figli e qualche altro seguace, e con essi un germoglio dell'Albero Bianco di Númenor, da cui derivò quello di Gondor. I Dúnedain scampati alla distruzione di Númenor vissero in seguito a Gondor e a Arnor, mescolandosi coi numerosi Númenoreani che già risiedevano in quelle regioni, facenti parte dell'Impero coloniale di Númenor prima della Caduta, e fondarono due regni chiamati i "regni in esilio". Durante la vita di Elendil, i Dúnedain vissero anni d'oro, ma dopo l'Ultima Alleanza tra gli elfi e gli uomini il loro sangue si mischiò a quello di altri popoli e i Dúnedain rimasero in pochi, soprattutto al nord, isolati e raminghi, fin quando, dopo la Guerra dell'Anello, Aragorn, uno dei capitani dei Dúnedain di Arnor, trentanovesimo e ultimo erede in linea diretta di Isildur figlio di Elendil, salì al trono col nome di Elessar e sposò Arwen figlia di Elrond.

## Casa di Elendil
Dalla casa di Elendil discendono i Re di Arnor e di Gondor, ed essa nacque a sua volta dalle ceneri della Casa di Andúnië, ramo cadetto della Casa Reale di Númenor, la Casa di Elros. Attraverso questa discendenza, i Re di Arnor e di Gondor sono considerati Mezzelfi.
"Re dei Regni Riuniti" è il titolo che viene attribuito a Eldarion, figlio di Re Elessar, e a tutti i suoi discendenti dato che questo dominio si estendeva sia su Gondor, sia su Arnor, sia su Dale e vasti domini ad est del fiume Anduin che durante la Quarta Era erano deserti e non soggetti ad alcun regno. Il titolo può essere esteso anche ai tre predecessori di Eldarion che regnarono su entrambi i regni: Elendil, Isildur ed Elessar.

### Casa di Isildur
Fu la Casa Reale di Arnor, Arthedain, Cardolan, Rhudaur e, molto più tardi, dei Regni Riuniti.
La casa discende da Isildur, il figlio maggiore di Elendil. Nel corso dei secoli, si divise in svariati rami, il principale dei quali fu il ramo di Arthedain, originato da Amlaith, figlio primogenito di Eärendur l'ultimo re di Arnor, che divenne primo re di Arthedain; gli altri due rami furono fondati dai suoi due fratelli Thorondur il Magnifico, re di Cardolan (il ramo della Casa da lui originato sarà detto Girithlini e si estinguerà con il re Tarastor e la caduta di Cardolan) e da Aldarion di Cameth Brin, re di Rhudaur (ramo sempre debole e dal potere traballante, estintosi con la regina Elwen). Sebbene il Reame del Nord ebbe fine nel 1975 della Terza Era, la Casa di Isildur continuò ad esistere, occupando il titolo di Capitani dei Dúnedain, il popolo a guardia dell'antico Reame di Arnor, fino a quando Aragorn II, ultimo discendente diretto di Eärendur in vita, dopo la Guerra dell'Anello reclamò la Corona di Gondor ed Arnor, in quanto discendente di Elendil. Dopo Aragorn la Casa di Isildur divenne la Casa di Telcontar, e regnò sui Regni Riuniti per generazioni.
Comunque a Cardolan e Rhudaur, la Linea di Isildur morì pochi secoli dopo la caduta di Arnor, rimpiazzata da famiglie nobili locali o da uomini delle colline. Cardolan, dopo la morte di re Tarastor e la fine della linea di Thorondur, riconobbe l'autorità dei signori di Arthedain, mentre Rhudaur donò la sua lealtà al Re Stregone e ad Angmar, perciò molti dei Dúnedain che ivi abitavano fuggirono a Cardolan o Arthedain.

### Casa di Anárion
La casa di Anárion era la casa reale di Gondor, discendente da Anárion, figlio di Elendil, che fu primo re di Gondor, fratello di Isildur, che invece andò a nord, fondando la casa di Isildur. Quando l'ultimo re di Gondor morì senza un erede, i sovrintendenti della casa di Húrin regnarono su Gondor per i successivi 969 anni, fino a che la casa di Elendil, attraverso l'ultimo suo discendente, Aragorn II, non reclamò il trono, dopo la guerra dell'Anello. Dopo quest'avvenimento, Gondor e l'antico Reame di Arnor si unirono nuovamente sotto la corona di re Elessar.

## Raminghi
I Raminghi (Rangers nell'originale inglese) comprendono due gruppi segreti ed indipendenti composti dai Dúnedain rimasti nel Nord (Arnor) e nel Sud (Gondor) nella Terza Era. Come i loro antenati Númenoreani, essi possedevano qualità normalmente attribuite agli Eldar, come i sensi sviluppati e l'abilità di comprendere il linguaggio degli uccelli e delle bestie. Erano, inoltre, ottimi inseguitori e forti lottatori, poiché il loro compito era quello di difendere le loro aree dagli attacchi delle forze del male. I due gruppi dei Raminghi erano i Raminghi del nord e i Raminghi dell'Ithilien, che non avevano alcun tipo di contatto, tra di loro, fuorché il legame di sangue.

### Raminghi del nord
I Raminghi del nord, conosciuti anche come Dúnedain del Nord, erano i discendenti dei Dúnedain del perduto reame di Arnor, cui gli antichi Re avevano dato il compito di pattugliare i confini dell'Eriador, e di proteggerlo originalmente dalle forze del re degli Stregoni di Angmar, e in seguito da qualunque minaccia. Anche dopo la caduta di Arnor, i Raminghi continuarono ad esistere, e a difendere come potevano tutta la regione, armati, secondo le esigenze, di spade, archi e lance. Essi vagavano nelle terre che un tempo appartennero ad Arnor ed in seguito ad Arthedain, Cardolan e Rhudaur, costellate dalle rovine ancora imponenti delle loro antiche città e fortezze. I Raminghi non ricostituirono più grandi città o fortezze al Nord fino alla restaurazione di Elessar, ma solo piccoli villaggi ed insediamenti, come quelli descritti da Aragorn agli Hobbit durante il loro viaggio verso Gran Burrone.
I Raminghi erano all'apparenza sinistri e torvi, sia nel modo di vivere che nell'abbigliamento, composto da abiti sovente verde scuro o marrone. I Raminghi della Grigia Compagnia, invece, al tempo della Guerra dell'Anello, vestivano di grigio, indossando spille d'argento a forma di stella.
Come i loro parenti, i Raminghi dell'Ithilien, i Raminghi del nord usavano il sindarin (o alcune sue varianti) più volentieri rispetto all'Ovestron. Costoro erano inoltre comandati da dei Capitani, la cui parentela si faceva risalire ad Elendil e più su fino agli antichi re di Númenor.
Durante la Guerra dell'Anello, i Raminghi del nord erano comandati da Aragorn, ma costoro erano diminuiti e sparsi per tutto l'Eriador. Quando infatti Halbarad ricevette il messaggio di aiuto di Aragorn, che gli chiedeva di riunire quanti più Raminghi possibili, solo trenta uomini (la Grigia Compagnia) risposero all'appello in tempo, raggiungendo il loro Capitano a sud.
I Capitani dei Raminghi del nord erano i discendenti dei Re di Arnor, i quali a loro volta, come si è detto, discendevano da Elendil e Isildur, primi Re Númenoreani nella Terra di Mezzo. Mentre a Gondor Eärnur, ultimo dei re, scomparve lasciando il regno nelle mani dei Sovrintendenti, ad Arnor la stirpe dei Dúnedain andò pian piano estinguendosi, finché non sopravvisse un unico ramo della Casa di Elendil, la Linea di Valandil, il figlio minore di Isildur.
Gli appartenenti a questa linea vennero chiamati "Eredi d'Isildur" o, appunto, "Capitani dei Dúnedain": il primo fu Aranath, figlio dell'ultimo Re di Arnor, Arvedui, e il titolo fu tramandato di padre in figlio fino ad Aragorn II, figlio di Arathorn II e Gilraen, che dopo la Guerra dell'Anello divenne Re dei Regni Riuniti di Gondor e di Arnor. Tramite Fíriel, figlia del terzultimo Re di Gondor Ondoher e moglie di Arvedui, discendono anche dalla linea di Anárion.
I Capitani dei Dúnedain si tramandarono di generazione in generazione i simboli della famiglia: l'Anello di Barahir, lo Scettro di Annúminas e i frammenti della spada Narsil, riforgiata per Aragorn durante la Guerra dell'Anello col nome di Andúril.
| #    | Nome        | Data (T.E.) |
| ---- | ----------- | ----------- |
| I    | Aranarth    | 1975 – 2106 |
| II   | Arahael     | 2106 – 2177 |
| III  | Aranuir     | 2177 – 2247 |
| IV   | Aravir      | 2247 – 2319 |
| V    | Aragorn I   | 2319 – 2327 |
| VI   | Araglas     | 2327 – 2455 |
| VII  | Arahad I    | 2455 – 2523 |
| VIII | Aragost     | 2523 – 2588 |
| IX   | Aravorn     | 2588 – 2654 |
| X    | Arahad II   | 2654 – 2719 |
| XI   | Arassuil    | 2719 – 2784 |
| XII  | Arathorn I  | 2784 - 2848 |
| XIII | Argonui     | 2848 – 2912 |
| XIV  | Arador      | 2912 – 2930 |
| XV   | Arathorn II | 2930 – 2933 |
| XVI  | Aragorn II  | 2933        |

I Raminghi del Nord (e con essi la Grigia Compagnia) sono praticamente omessi nei film di Peter Jackson (La Compagnia dell'Anello, Le due torri e Il ritorno del re) salvo un cenno nella versione estesa dei film. Qui sono chiamati "Raminghi Dúnedain", probabilmente per distinguerli da quelli dell'Ithilien, anche se Tolkien aveva catalogato entrambi i gruppi come appartenenti al popolo dei Dúnedain.
I Raminghi del Nord appaiono con un ruolo di rilievo nel fan film Born of Hope, dove combattono contro le forze di Sauron inviate da Dol Guldur.

### Raminghi dell'Ithilien
I Raminghi dell'Ithilien, conosciuti anche come "Raminghi del sud" o "Raminghi di Gondor", erano un gruppo scelto di guerrieri Dúnedain, il cui compito era quello di esplorare e custodire l'Ithilien. Vennero creati alla fine del XXIX secolo della Terza Era per decreto del Sovrintendente reggente di Gondor, poiché l'Ithilien cominciava ad essere attaccato sempre più spesso dalle incursione degli orchi di Mordor, provenienti da Minas Morgul. Una delle principali basi dei Raminghi era Henneth Annûn, la Finestra sull'Ovest.
Questi Raminghi, come quelli del nord, erano discendenti degli antichi Númenoreani e parlavano il Sindarin (o qualche variazione di questa lingua), che preferivano alla Lingua Comune. I loro abiti, verdi e marrone, servivano loro a mimetizzarsi bene con l'ambiente selvoso tipico della regione, cosa molto utile, visto che le loro attività concernevano in gran parte dell'attraversare l'Anduin per assaltare il nemico con azioni molto simili alla guerriglia. Erano equipaggiati, solitamente, con archi e spade.
Durante la Quarta Era, dopo che Aragorn II sciolse il gruppo, assieme a quello del nord, poiché la pace era stata riportata nella Terra di Mezzo, probabilmente molti Raminghi entrarono a far parte della Bianca Compagnia, la guardia di Faramir, primo Principe dell'Ithilien.
Non conosciamo molto dei membri di questa compagnia, a parte qualche nome. Faramir, per primo, fu il Capitano dei Raminghi dell'Ithilien in questo periodo, nominato dal padre Denethor II probabilmente per allontanarlo dalla corte, visto l'astio che provava per lui. Inoltre nel Signore degli Anelli vengono nominati anche Anborn, Damrod e Mablung, anche se di loro non conosciamo altro che il nome.
"Mablung" e "Damrod" sono due nomi che troviamo, nelle opere di Tolkien, riferiti ad altri due personaggi. Mablung "dalla Mano Pesante" era un Elfo della Prima Era, guerriero di Thingol. "Damrod", invece, era una precedente versione del nome di Amrod, figlio di Fëanor, che visse anch'egli nella Prima Era.
La trilogia cinematografica di Peter Jackson ha creato un personaggio originale tra i Raminghi di Gondor, Madril, che è il vecchio luogotenente a Faramir. Egli aiuta a difendere Osgiliath, ma viene ferito ed ucciso da Gothmog di Minas Morgul con un colpo di lancia. Oltre a lui, anche il Ramingo Mablung è presente nel film, anche se il suo nome appare solamente sulla sceneggiatura; gli altri due sono stati raffigurati nel gioco di carte collezionabili Il Signore degli Anelli GCC.

## Númenoreani Neri

la Bocca di Sauron nel film Il Signore degli Anelli - Il ritorno del re

I Númenoreani Neri erano coloro tra i Dúnedain che furono corrotti da Sauron durante la Caduta di Númenor, e seguirono il re Ar-Pharazôn nella guerra contro Valinor. Durante la Terza Era questi vivono in varie zone della Terra di mezzo, ma molti trovano spazio nel regno di Angmar.
Per quanto il loro potere e le conoscenze fossero cresciuti nel corso di tale Era, i Dúnedain divennero sempre più preoccupati dei limiti imposti alla loro contentezza — e alla fine al loro potere — per la mortalità, il cui scopo si cominciò a mettere in discussione. Questo crescente desiderio di fuggire la morte, nota come "il destino degli uomini" (in contrasto con il dono degli uomini), rese anche la maggior parte dei Númenoreani invidiosi degli elfi immortali, o eldar, cui avevano iniziato a somigliare fisicamente come loro ricompensa da parte di Ilúvatar (Dio) per essere stati loro alleati. Gli eldar, tuttavia, cercarono di ricordare agli uomini di Númenor che la morte era stata un dono di Ilúvatar a tutti gli uomini, e che perdere la fede in Ilúvatar sarebbe stato eretico.
Tuttavia, dopo il 2221 Seconda Era, quando Tar-Ancalimon divenne re di Númenor, il popolo di Númenor si scisse. Da un lato stava la grande maggioranza, coloro che furono conosciuti come gli "Uomini del Re", i quali si straniarono dagli eldar e dai Valar e sempre più predisposti alla corruzione di Sauron, il quale, dopo essere arrivato a Númenor dominò la volontà della maggior parte dei Númenoreani.
Infine, durante gli ultimi anni di Númenor, il potente ma anziano re Ar-Pharazôn, che era diventato "spaventato dalla vecchiaia" (Lettere ~ 156), fu convinto da Sauron che Ilúvatar fosse una menzogna inventata dai Valar, e lo sedusse. A Númenor, la maggior parte della popolazione seguì immediatamente l'esempio, e questo culto passò rapidamente attraverso l'oceano alla maggior parte delle colonie fondate dai Dúnedain nella Terra di Mezzo;
Dal punto di vista religioso, i Númenoreani Neri guardavano con ammirazione la magia nera, che sorse come conseguenza del loro culto dell'Oscurità e di Melkor, segnò la definitiva e irrevocabile divisione tra gli Uomini del Re e la minoranza, nota come i Númenoreani Fedeli, o Elendili, che mantennero la loro fede nel vecchio Ilúvatar. Furono inoltre presumibilmente i primi rituali religiosi, insieme all'incredulità in Ilúvatar, di coloro che in seguito divennero noti come Númenoreani Neri.
Dopo la loro fondazione, i nuovi regni Númenoreani degli Elendili videro i loro omologhi come rinnegati meridionali a causa delle loro convinzioni personali, e coniarono il nome fu in seguito sempre utilizzato per loro;
Quei pochi Númenoreani che non disonorarono gli Eldar, e che rimasero sempre fedeli ad Ilúvatar, sopravvissero alla Akallabêth, e il loro signore Elendil, un Númenoreano di stirpe reale, immediatamente fondò le colonie numenoreane più settentrionali, chiamandole Gondor e Arnor. A queste colonie erano venuti in precedenza soltanto i Fedeli di Númenor e quindi molte delle genti costiere di quella regione erano per la maggior parte fedeli ai Valar.
Durante tutta la loro esistenza, i Númenoreani Neri ebbero cattive opinioni sui 'Fedeli' e sui loro discendenti. Per molti secoli dopo la caduta, discendenti degli Uomini del Re controllarono il sud di quelle terre che erano state le colonie numenoreane nella Terra di Mezzo. Tra questi nuovi regni in esilio il più nord-occidentale era Umbar, dove un'aristocrazia di Númenoreani Neri sopravvisse per oltre un migliaio di anni dopo la caduta di Númenor, mantenendo molta influenza nell'Harad. Nel 1015 T. E., per esempio, anche dopo essere stati esiliati dalla loro patria per quasi un millennio, i haradrim, capeggiati dai signori cacciati da Umbar, assaltarono più volte la città.
A seguito della distruzione fisica di Sauron durante la Akallabêth (o anche, possibilmente, dopo la vittoria dell'Ultima Alleanza), sembra che i regni dei Númenoreani Neri godettero di un alto grado di indipendenza da lui: ad Umbar, ad esempio, il gigantesco pilastro bianco commemorante l'umiliazione dell'Oscuro signore da parte di Ar-Pharazôn era ancora in piedi quando i Númenoreani Neri la abbandonarono nel 1050 Terza Era, oltre un migliaio di anni dopo la sua erezione da parte dei loro antenati (in realtà, il monumento non fu distrutto fino al 2951 Terza Era).
I due primi signori dei Númenoreani Neri a essere nominati a partire dalla fine della Seconda Era sono Herumor e Fuinur. Come tutti i Númenoreani Neri e gli 'Uomini del Re' prima di loro, Herumor e Fuinur desideravano il potere su altri uomini di razza inferiori, e «salirono a (grande) potenza tra gli Haradrim», i popoli che vivevano nei pressi di Umbar. Il loro destino è sconosciuto, ma forse condivisero la sconfitta di Sauron per mano dell'Ultima Alleanza tra gli elfi e gli uomini.
Si sa per certo che tre potenti signori di Númenor divennero spettri dell'Anello: «coloro che utilizzarono i Nove Anelli divennero potenti nei loro giorni, re, maghi, guerrieri dell'antichità», e così sarebbero stati tra i primi Númenoreani Neri, forse proprio Herumor e Fuinor. In una delle sue lettere Tolkien scrisse che il Re stregone di Angmar, il più grande tra gli spettri dell'Anello, era probabilmente di alta discendenza Númenoreana.
In un'altra lettera, Tolkien scrisse che la regina Berúthiel, moglie del re di Gondor Tarannon Falastur (circa 900 T. E.), era una Númenoreana Nera, proveniente da un regno di Númenoreani Neri situato da qualche parte a sud di Umbar. Non fu un'unione sentimentale e fu presumibilmente un accomodamento politico. La possibilità che tali accordi fossero possibili implica l'esistenza in quel momento di molti Númenoreani Neri alleati di Gondor molto più tardi rispetto alla Bocca di Sauron.
Nel videogioco Il Signore degli Anelli: La guerra del Nord fanno la loro comparsa due nuovi Númenoreani Neri: Agandaûr, l'antagonista principale, un potente servitore di Sauron che per ordine suo vuole conquistare tutto il nord della Terra di mezzo; Wulfrum, un servitore di Agandaûr, uno stregone molto potente di magia nera, insegnatali da Agandaûr stesso.
Il trionfo dell'Ultima Alleanza tra gli elfi e gli uomini alla fine della Seconda Era segnò il lungo declino della razza dei Númenoreani Neri. Questo è stato, almeno in parte, in quanto: 
(J. R. R. Tolkien, Il Signore degli Anelli)
Dopo la loro sconfitta ad Umbar da parte di Ciryaher nel 1050 Terza Era, dei Númenoreani Neri non si seppe più nulla al nord, anche se alcuni loro regni sopravvissero con un certo potere almeno fino alla fine della Terza Era: la Bocca di Sauron, che schernì l'esercito di re Elessar di fronte al Morannon, era un Númenoreano Nero "rinnegato", che presumibilmente era il termine usato dai popoli liberi di quel tempo per descrivere tutti i popoli di stirpe simile.
I Númenoreani Neri non usavano l'ovestron, ma probabilmente conservarono la loro antica lingua adûnaico, parlandone un dialetto.